# Sarah Zerbes
Sarah Zerbes (* 2. August 1978 in Deutschland) ist eine deutsche Mathematikerin und Hochschullehrerin. Sie forscht als Zahlentheoretikerin an der ETH Zürich. Ihre Forschungsinteressen umfassen L-Funktionen, die p-adische Hodge-Theorie und die Iwasawa-Theorie.

## Leben und Forschung
Zerbes studierte nach dem Abitur 1998 am Wilhelm-Dörpfeld-Gymnasium in Wuppertal von 1998 bis 2001 Mathematik an der University of Cambridge mit einem Bachelor-Abschluss 2001 mit Auszeichnung. Von 2002 bis 2005 promovierte sie dort bei John H. Coates mit der Dissertation Selmer groups over non-commutative p-adic Lie extensions. Während ihres Studiums war sie 2004 Marie-Curie-Stipendiatin am Institut Henri Poincaré in Paris. Nach ihrer Promotion absolvierte sie ein Postdoktorat als Hodge Fellow am Institut des Hautes Études Scientifiques in der Nähe von Paris und von 2006 bis 2008 als Chapman Fellow am Imperial College London. Von 2008 bis 2012 war sie Lecturer an der University of Exeter und anschließend bis 2014 am University College London, wo sie seit 2016 als Professorin forschte. Seit 2022 arbeitet sie als ordentliche Professorin an der ETH Zürich. Sie ist mit dem Mathematiker David Loeffler verheiratet, mit dem  sie ein neues Euler-System mit Anwendung auf die Vermutung von Birch und Swinnerton-Dyer einführte. Beide waren mit einem gemeinsamen Vortrag eingeladene Sprecher auf dem ICM 2022.

## Auszeichnungen (Auswahl)
- 2000: Jane Dora Archibald Prize, Newnham College
- 2001: Graduate Scholarship, Studienstiftung des deutschen Volkes
- 2001: Graduate Scholarship, Newnham College
- 2004: Rayleigh-Knight Research Prize, grade 1
- 2014:  mit David Loeffler: Philip-Leverhulme-Preis, University of Warwick
- 2015:  mit David Loeffler: Whitehead-Preis
- 2022 mit David Loeffler: eingeladene Sprecherin auf dem Internationalen Mathematikerkongress (Euler systems and the Bloch-Kato conjecture for automorphic Galois representations)

## Mitgliedschaften
- 1999–2002: Studienstiftung des deutschen Volkes
- seit 2004: London Mathematical Society
- seit 2011: European Women in Mathematics Society
- seit 2015: American Mathematical Society
- seit 2025: Academia Europaea

## Veröffentlichungen (Auswahl)
- mit Loeffler, David: Elliptic Curves, Modular Forms and Iwasawa Theory, Springer, 2018, ISBN 978-3-319-83192-3
- Bloch-Kato exponential maps for local fields with imperfect residue fields, in: Proc. London Math. Soc., Band 103, 2011
- Akashi series of Selmer groups, in: Math. Proc. Camb. Phil. Soc., Band 151, 2011
- Generalized Euler characteristics of Selmer groups, in: Proc. London Math. Soc., Band 98, 2009
- Euler characteristics of Selmer groups I, in: J. London Math. Soc., Band 70, 2004
- mit G. Kings, D. Loeffler: Rankin-Eisenstein classes and explicit reciprocity laws, in: Cambridge Journal of Math., Band 5, 2017.
- mit A. Lei, D. Loeffler: On the asymptotic growth of Bloch-Kato-Shafarevich-Tate groups of modular forms over cyclotomic extensions, in: anadian Jour. Math., Band 69, 2017